# Джохал, Кулдеш
Кулде́ш Джо́хал (англ. Kuldesh Johal; род. 25 сентября 1980 года в Хаддерсфилде, Англия) — английский профессиональный игрок в снукер. В сезоне 2008/09 играл в мэйн-туре, но не сумел закрепиться и выбыл в дивизион PIOS. Лучшим достижением Джохала в PIOS в сезоне 2009/10 стал четвертьфинал третьего турнира. Победа на турнире Pro-ticket play off позволила Кулдешу Джохалу вернуться в мэйн-тур на сезон 2010/11, но по его итогам он снова выбыл из тура.